# Agnieszka Barnimówna
Agnieszka Barnimówna (ur. ok. 1436, najp. 1437, zm. 9 maja 1512 w Bernburgu) – żona Fryderyka Młodszego (Tłustego), margrabiego brandenburskiego oraz Jerzego II Mocnego, księcia Anhaltu na Dessau; córka Barnima VIII (Młodszego), księcia bardowsko–rugijskiego i Anny.

## Sprawa Rugii
Od 1464, pomiędzy Hohenzollernami a książętami wołogoskimi toczyły się spory o Księstwo Szczecińskie. Ustanowiono wówczas Agnieszkę – dziedziczką Rugii. Zdaniem F. Rachfahla, margrabina, wdowa po Fryderyku Młodszym zrezygnowała ze swojego dziedzictwa i wszelkich praw do niego na rzecz Fryderyka II, elektora brandenburskiego i zarazem starszego brata jej męża.

## Rodzina
Agnieszka była dwukrotnie mężatką. Jak drugie małżeństwo, z Jerzym II Mocnym było bezpotomne, tak z pierwszym mężem Fryderykiem Młodszym (Tłustym) miała córkę, tj.
- Magdalenę (ur. 1460, zm. 17 czerwca 1496) – żonę, Eitel–Fryderyka II Hohenzollerna, hrabiego szwabskiego[1].

### Genealogia
| Warcisław VIII ur. 1373 zm. 20, 22 lub 23 VIII 1415 | Warcisław VIII ur. 1373 zm. 20, 22 lub 23 VIII 1415 |                                                            |                                                            | Agnieszka ur. ? zm. 1435 | Agnieszka ur. ? zm. 1435 |  |  | NN ur. ? zm. ? | NN ur. ? zm. ? |                                    |                                    | NN ur. ? zm. ? | NN ur. ? zm. ? |
|                                                     |                                                     |                                                            |                                                            |                          |                          |  |  |                |                |                                    |                                    |                |                |
|                                                     |                                                     |                                                            |                                                            |                          |                          |  |  |                |                |                                    |                                    |                |                |
|                                                     |                                                     | Barnim VIII (Młodszy) ur. w okr. 1403–1405 zm. 19 XII 1451 | Barnim VIII (Młodszy) ur. w okr. 1403–1405 zm. 19 XII 1451 |                          |                          |  |  |                |                | Anna ur. ? zm. na przeł. 1451/1452 | Anna ur. ? zm. na przeł. 1451/1452 |                |                |
|                                                     |                                                     |                                                            |                                                            |                          |                          |  |  |                |                |                                    |                                    |                |                |
|                                                     |                                                     |                                                            |                                                            |                          |                          |  |  |                |                |                                    |                                    |                |                |
|                                                     |                                                     |                                                            |                                                            |                          |                          |  |  |                |                |                                    |                                    |                |                |

|  |  | 1 Fryderyk Młodszy (Tłusty) ur. ok. 1426 zm. 6 X 1463 OO 9 II 1449 | 1 Fryderyk Młodszy (Tłusty) ur. ok. 1426 zm. 6 X 1463 OO 9 II 1449 | Agnieszka Barnimówna (ur. ok. 1436, najp. 1437, zm. 9 V 1512) | Agnieszka Barnimówna (ur. ok. 1436, najp. 1437, zm. 9 V 1512) | 2 Jerzy II Mocny ur. 1454 zm. 25 IV 1509 OO 1479 | 2 Jerzy II Mocny ur. 1454 zm. 25 IV 1509 OO 1479 |  |  |
|  |  |                                                                    |                                                                    |                                                               |                                                               |                                                  |                                                  |  |  |
|  |  |                                                                    |                                                                    |                                                               | 1                                                             |                                                  |                                                  |  |  |
|  |  |                                                                    |                                                                    |                                                               |                                                               |                                                  |                                                  |  |  |
|  |  |                                                                    |                                                                    | Magdalena ur. 1460 zm. 17 VI 1496                             |                                                               |                                                  |                                                  |  |  |